# Gheorghe Zamfir
Gheorghe Zamfir (Ausspracheⓘ; * 6. April 1941 in Găești, Kreis Dâmbovița) ist ein rumänischer Panflötist. Seinen internationalen Durchbruch schaffte er mit der Aufnahme von Der einsame Hirte, einem Werk, das James Last für sein 1977 veröffentlichtes Album Rußland-Erinnerungen komponierte. Damit begleitete er James Last 1978 auf seiner Tournee.
Das größte Publikum dürfte Zamfir durch den Gangster-Film Es war einmal in Amerika gefunden haben. Dabei spielt der Virtuose das Panflöten-Stück Cockeye’s Song, komponiert von Ennio Morricone. Dieses Thema gilt neben „Deborahs Theme“ als zentrales Motiv im gesamten Film. Ebenso bekannt wurde er mit der Titelmelodie zu dem Film Der große Blonde mit dem schwarzen Schuh mit Pierre Richard (1972), die von dem rumänischen Komponisten Vladimir Cosma geschrieben wurde.

## Karriere
Zamfir, anfänglich Autodidakt, begann seine musikalische Ausbildung an einer Musikschule in Bukarest, wo er ein Schüler Fănică Lucas war. 1961 wechselte er auf das Bukarester Konservatorium. In Westeuropa bekannt wurde Zamfir durch den Schweizer Ethnomusikforscher Marcel Cellier, der ihn im Rahmen umfassender Forschungsarbeiten auf dem Gebiet rumänischer Volksmusik entdeckte.
Zamfir warb anfangs vor allem in Form von Fernsehwerbespots für seine Alben, was die Panflöte einem modernen Publikum eröffnete. Er produzierte zahlreiche Alben mit Panflötenmusik. Für das Album Traumland der Panflöte erhielt er 1979 eine Goldene Schallplatte in Deutschland und 1981 in Finnland sowie für das Album Feeling of romance im Jahr 2000 in Ungarn eine Goldene Schallplatte.
National und international ging Zamfir auch Kooperationen mit anderen Künstlern ein. Zamfir lehrte an der Nationalen Musikuniversität Bukarest. Zu seinen Schülerinnen gehörte Petruța Küpper.

## Galerie

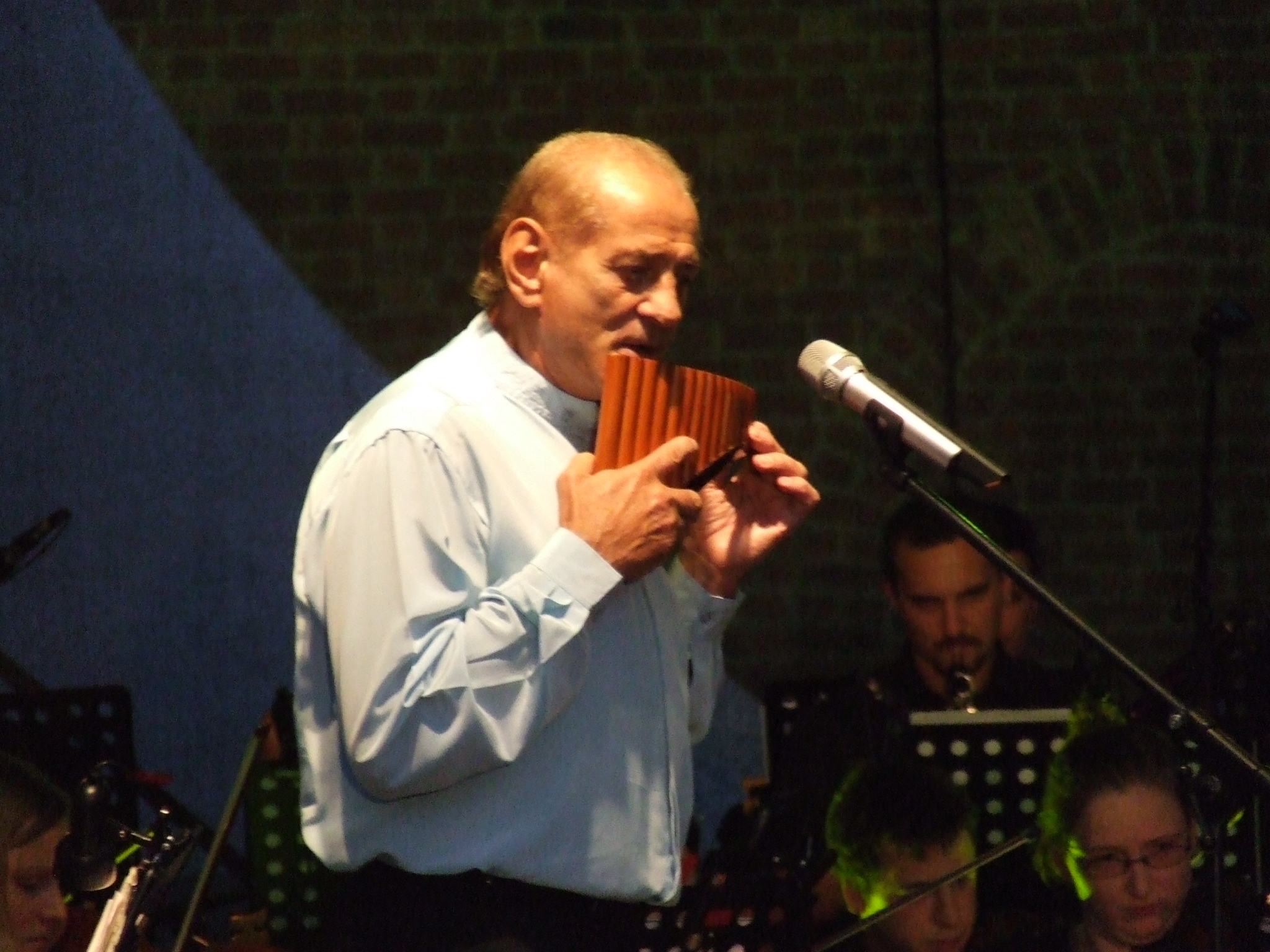
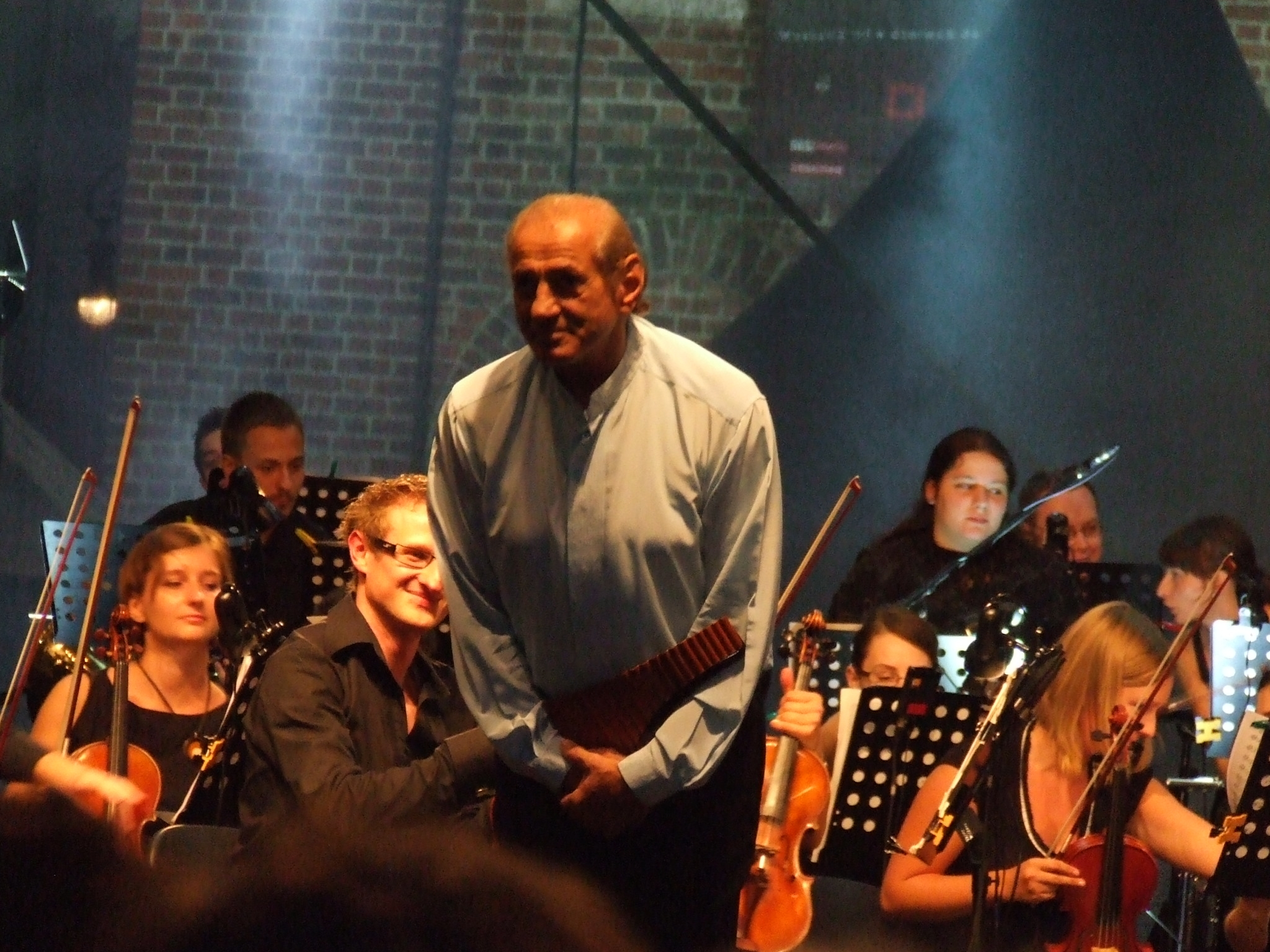
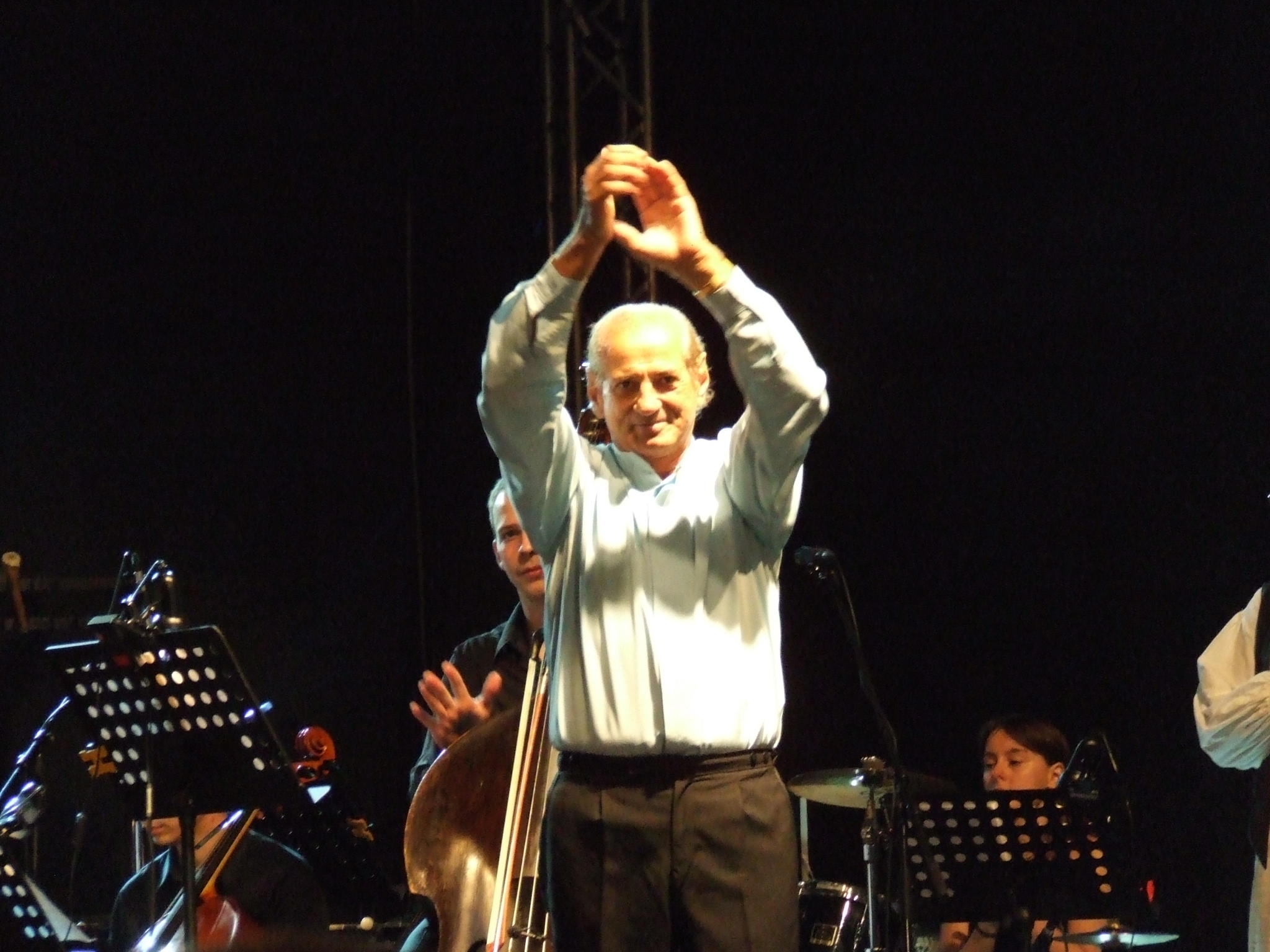
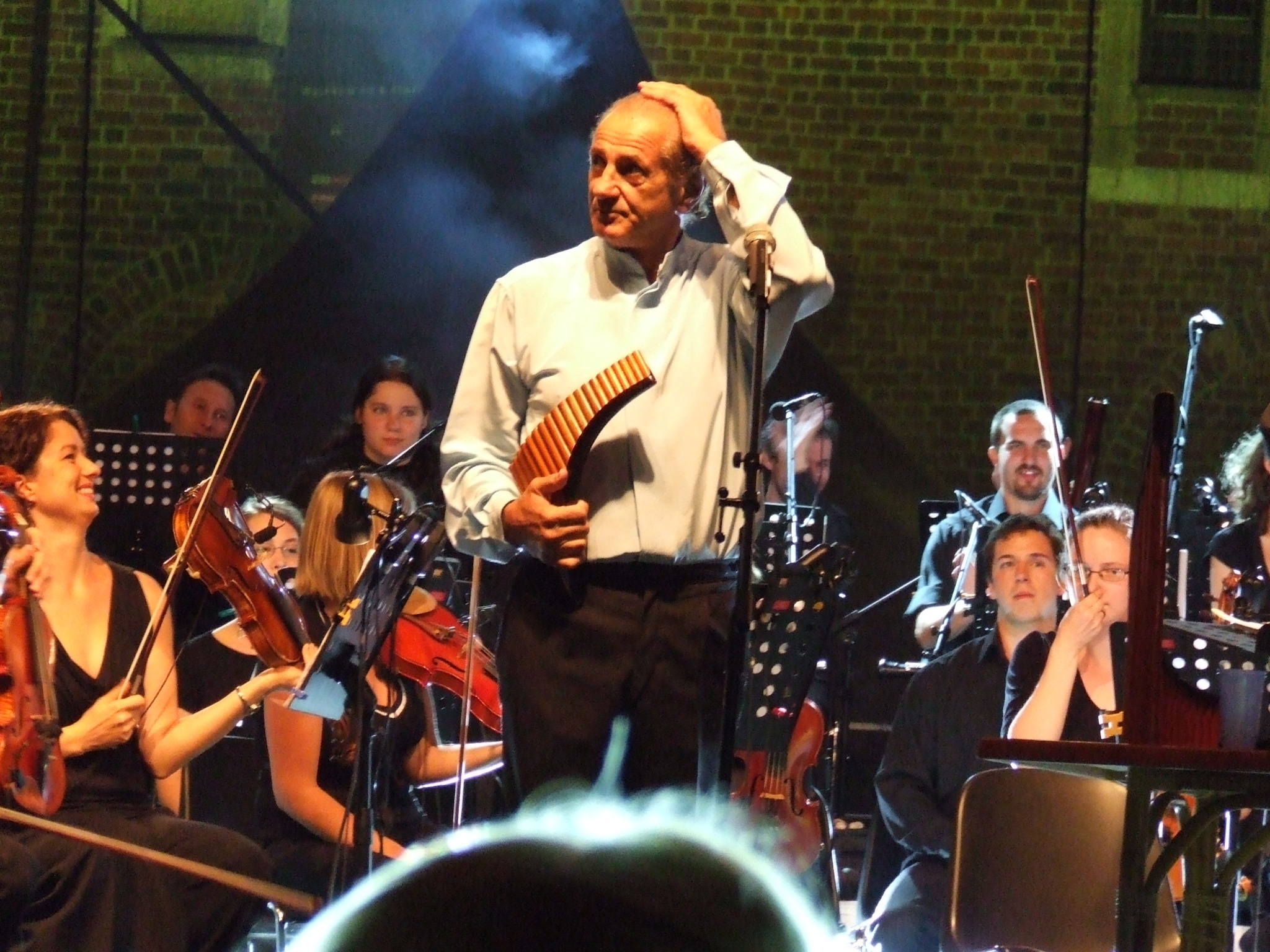